# La Unión, La Independencia
La Unión är en ort i Mexiko.   Den ligger i kommunen La Independencia och delstaten Chiapas, i den sydöstra delen av landet, 900 km öster om huvudstaden Mexico City. La Unión ligger 906 meter över havet och antalet invånare är 290.
Terrängen runt La Unión är huvudsakligen kuperad. La Unión ligger nere i en dal. Runt La Unión är det ganska tätbefolkat, med 52 invånare per kvadratkilometer. Närmaste större samhälle är San Isidro el Zapotal, 9,8 km söder om La Unión. I omgivningarna runt La Unión växer i huvudsak städsegrön lövskog.